# Ahmed El Messaoudi
Ahmed El Messaoudi (Bruxelles, 3 agosto 1995) è un calciatore belga naturalizzato marocchino, difensore del Tobyl.

## Carriera

### Club
Cresciuto nelle giovanili dello Lierse, ha esordito il 26 dicembre 2013 in un match vinto 3-0 contro il Malines.

### Nazionale
Dopo aver giocato nelle giovanili del Belgio, ha deciso di optare per la nazionale marocchina.
Ha esordito il 28 marzo 2015 in un'amichevole persa 1-0 contro l'Uruguay.

## Statistiche

### Presenze e reti nei club
Statistiche aggiornate al 30 gennaio 2017.
| Stagione        | Squadra         | Campionato      | Campionato | Campionato | Coppe nazionali | Coppe nazionali | Coppe nazionali | Coppe continentali | Coppe continentali | Coppe continentali | Altre coppe | Altre coppe | Altre coppe | Totale | Totale | Totale |
| Stagione        | Squadra         | Comp            | Pres       | Reti       | Comp            | Pres            | Reti            | Comp               | Pres               | Reti               | Comp        | Pres        | Reti        | Pres   | Reti   |        |
| --------------- | --------------- | --------------- | ---------- | ---------- | --------------- | --------------- | --------------- | ------------------ | ------------------ | ------------------ | ----------- | ----------- | ----------- | ------ | ------ | ------ |
| 2013-2014       | Lierse          | D1              | 15         | 0          | CB              | 0               | 0               |                    | -                  | -                  |             | -           | -           | 15     | 0      |        |
| 2014-2015       | Lierse          | D1              | 26+5       | 0          | CB              | 1               | 0               |                    | -                  | -                  |             | -           | -           | 32     | 0      |        |
| Totale Lierse   | Totale Lierse   | Totale Lierse   | 46         | 0          |                 | 1               | 0               |                    | -                  | -                  |             | -           | -           | 47     | 0      |        |
| 2015-gen. 2016  | Standard Liegi  | D1              | 1          | 0          | CB              | 0               | 0               | UEL                | 2                  | 0                  |             | -           | -           | 3      | 0      |        |
| gen.-giu. 2016  | Malines         | D1              | 5+4        | 0          | CB              | 0               | 0               |                    | -                  | -                  |             | -           | -           | 9      | 0      |        |
| 2016-2017       | Malines         | D1              | 23         | 0          | CB              | 2               | 1               |                    | -                  | -                  |             | -           | -           | 25     | 1      |        |
| 2017-2018       | Malines         | D1              | 17         | 0          | CB              | 1               | 0               |                    | -                  | -                  |             | -           | -           | 18     | 0      |        |
| Totale carriera | Totale carriera | Totale carriera | 96         | 0          |                 | 4               | 1               |                    | 2                  | 0                  |             | -           | -           | 102    | 1      |        |

### Cronologia presenze e reti in nazionale
| Cronologia completa delle presenze e delle reti in nazionale ― Marocco | Cronologia completa delle presenze e delle reti in nazionale ― Marocco | Cronologia completa delle presenze e delle reti in nazionale ― Marocco | Cronologia completa delle presenze e delle reti in nazionale ― Marocco | Cronologia completa delle presenze e delle reti in nazionale ― Marocco | Cronologia completa delle presenze e delle reti in nazionale ― Marocco | Cronologia completa delle presenze e delle reti in nazionale ― Marocco | Cronologia completa delle presenze e delle reti in nazionale ― Marocco |
| Data                                                                   | Città                                                                  | In casa                                                                | Risultato                                                              | Ospiti                                                                 | Competizione                                                           | Reti                                                                   | Note                                                                   |
| ---------------------------------------------------------------------- | ---------------------------------------------------------------------- | ---------------------------------------------------------------------- | ---------------------------------------------------------------------- | ---------------------------------------------------------------------- | ---------------------------------------------------------------------- | ---------------------------------------------------------------------- | ---------------------------------------------------------------------- |
| 28-3-2015                                                              | Agadir                                                                 | Marocco                                                                | 0 – 1                                                                  | Uruguay                                                                | Amichevole                                                             | -                                                                      | 66’                                                                    |
| 15-10-2019                                                             | Tangeri                                                                | Marocco                                                                | 2 – 3                                                                  | Gabon                                                                  | Amichevole                                                             | -                                                                      | 46’                                                                    |
| Totale                                                                 |                                                                        | Presenze                                                               | 2                                                                      |                                                                        | Reti                                                                   | 0                                                                      |                                                                        |

## Palmarès

### Club

#### Competizioni nazionali
- Coppa del Belgio: 1

Standard Liegi: 2015-2016
- Supercoppa del Kazakistan: 1

Tobyl: 2024

### Individuale
- Capocannoniere della Coppa del Kazakistan: 1

2024 (3 reti)